# 150 років Національній парламентській бібліотеці України (монета)
«150 ро́ків Націона́льній парла́ментській бібліоте́ці Украї́ни» — ювілейна монета номіналом 5 гривень, випущена Національним банком України, присвячена всеукраїнському книгосховищу та науковому центру в галузі бібліотекарства та бібліографії, заснованому в 1866 році як публічна бібліотека. Національна парламентська бібліотека України (з 1994 року) — одна з найбільших і найстаріших книгозбірень держави, у фондах якої є книжкові колекції з літературознавства, мовознавства, філософії, психології, історії, етики, нотні, картографічні, образотворчі видання тощо, у тому числі стародруки, рідкісні та цінні видання.
Монету введено в обіг 24 лютого 2016 року. Вона належить до серії «Духовні скарби України».

## Опис монети та характеристики
| Номінал грн. | Метал      | Маса, г | Діаметр, мм | Якість виготовлення       | Гурт     | Тираж, штук |
| ------------ | ---------- | ------- | ----------- | ------------------------- | -------- | ----------- |
| 5            | нейзильбер | 16,54   | 35,0        | спеціальний анциркулейтед | рифлений | 30 000      |

### Аверс
На аверсі монети розміщено: угорі малий Державний Герб України, написи: «УКРАЇНА/5 ГРИВЕНЬ»; логотип Монетного двору Національного банку України (праворуч), рік карбування монети — «2016» (ліворуч); стилізоване зображення читального залу бібліотеки.

### Реверс
На реверсі монети, на контурному тлі купола будівлі Верховної Ради України зображено будівлю бібліотеки, під якою написи: «НАЦІОНАЛЬНА ПАРЛАМЕНТСЬКА/БІБЛІОТЕКА УКРАЇНИ/150 РОКІВ».

## Автори

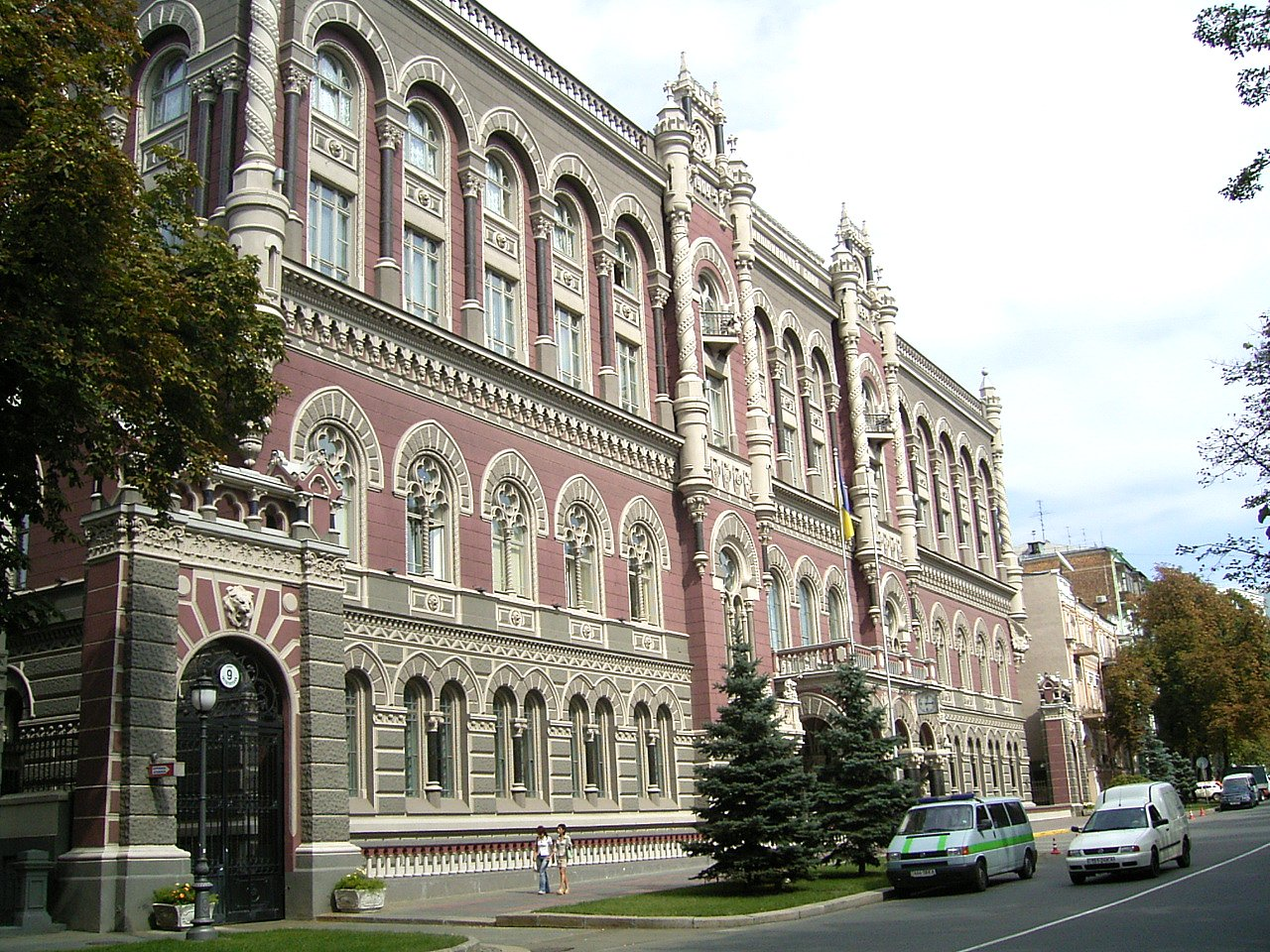
Будівля Національного банку України

Художник та скульптор — Володимир Атаманчук.

## Вартість монети
Під час введення монети в обіг у 2016 році, Національний банк України реалізовував монету через свої філії за ціною 38 гривень.
Фактична приблизна вартість монети, з роками змінювалася так:
| Рік        | 2016 | 2017 | 2018 | 2019 | 2020 | 2021 | 2022 | 2023 | 2024 | 2025 |
| ---------- | ---- | ---- | ---- | ---- | ---- | ---- | ---- | ---- | ---- | ---- |
| Ціна, грн. | 45   | 50   | 55   | 55   | 60   | 60   | 65   | 100  | 150  | 170  |